# Nishiguchi Ryo
Nishiguchi Ryo (西口 諒 Nishiguchi Ryō, sinh ngày 4 tháng 11 năm 1990) là một cầu thủ bóng đá người Nhật Bản.

## Thống kê câu lạc bộ
Cập nhật đến ngày 23 tháng 2 năm 2016.
| Thành tích câu lạc bộ | Thành tích câu lạc bộ | Thành tích câu lạc bộ | Giải vô địch | Giải vô địch | Cúp                   | Cúp                   | Tổng cộng | Tổng cộng |
| Mùa giải              | Câu lạc bộ            | Giải vô địch          | Số trận      | Bàn thắng    | Số trận               | Bàn thắng             | Số trận   | Bàn thắng |
| Nhật Bản              | Nhật Bản              | Nhật Bản              | Giải vô địch | Giải vô địch | Cúp Hoàng đế Nhật Bản | Cúp Hoàng đế Nhật Bản | Tổng cộng | Tổng cộng |
| --------------------- | --------------------- | --------------------- | ------------ | ------------ | --------------------- | --------------------- | --------- | --------- |
| 2013                  | Nagano Parceiro       | JFL                   | 31           | 1            | 4                     | 1                     | 35        | 2         |
| 2014                  | Nagano Parceiro       | J3 League             | 32           | 1            | 2                     | 0                     | 34        | 1         |
| 2015                  | Nagano Parceiro       | J3 League             | 20           | 3            | 0                     | 0                     | 20        | 3         |
| Tổng                  | Tổng                  | Tổng                  | 83           | 5            | 6                     | 1                     | 89        | 6         |